# キャメロン・カーペンター
キャメロン・カーペンター（英: Cameron Carpenter, 本名: タイラー・キャメロン・カーペンター（Taylor Cameron Carpenter、1981年 - ）は、アメリカのオルガニスト。超絶技巧とショーマンシップ、高度なオルガン奏法と編曲で知られる。

## 経歴
ニューヨークのジュリアード学院でGerre Hancock、ジョン・ウィーバー、ポール・ジェイコブに師事し、学士と修士号を持つ。2008年から2009年までニューヨークマンハッタンのMiddle Collegiate Churchの「アーティスト・イン・レジデンス」として、バーチャル・パイプ・オルガンの奏者を務める。
バーチャル・パイプ・オルガンの優勝者であり、全米シアターオルガン協会会報誌にて、「並はずれている（extraordinary）」と称される一方、「世界で最も物議をかもしているオルガン奏者だ」とも批判されている。
両性愛者であることを公表している。

## ディスコグラフィー
- 『革命〜ミラクル・オルガン・イリュージョン』 - Revolutionary (2008年)
- 『バッハ & ハンソン』(2022年)